# Rufri Crispí
Rufri Crispí (en llatí: Rufrius Crispinus) va ser un cavaller romà contemporani dels emperadors Claudi i Neró.
Sota Claudi era prefecte del Pretori i va complir l'ordre imperial d'arrestar a Valeri Asiàtic; i per aquest servei va rebre diners i la insígnia de qüestor.
L'any 52 va ser destituït per instigació d'Agripina, que sospitava que era fidel al fill de Valèria Messal·lina.
Crispí es va casar amb Popea Sabina amb la que va tenir un fill que es va dir igualment Rufri Crispí. Popea es va convertir després en l'amant de Neró, i més endavant, el 66, Neró va enviar a Crispí (que ja s'havia divorciat de la seva dona) exiliat a Sardenya, i pel simple fet d'haver estat casat amb Popea, acusat de conspirar contra l'emperador. Estant a Sardenya va rebre la sentència de la seva condemna a mort i es va suïcidar. El fill, Rufrius Crispinus, també va ser assassinat per ordre de Neró.